# Winston-Salem Cycling Classic (vrouwen)
De Winston-Salem Cycling Classic was een eendaagse wielerwedstrijd die net als bij de mannen van 2014 tot 2019 elk jaar in het voorjaar werd verreden in de omgeving van Winston-Salem (North Carolina) in de Verenigde Staten. De wedstrijd stond op de UCI-kalender, en werd van 2016 tot 2019 gecategoriseerd als UCI 1.1, en daarvoor als UCI 1.2. Hoewel de elite wedstrijd na de coronacrisis niet meer terugkeerde werd het criterium in 2021 nog twee keer verreden.

## Overwinningen per land
| Overwinningen | Land                |
| ------------- | ------------------- |
| 4             | Verenigde Staten    |
| 1             | Wit-Rusland, Italië |